# Nikolaus von Paris
Nikolaus von Paris, auch Nicolaus Parisiensis, Nicolas de Paris oder Nicholas of Paris, war ein Scholastiker des 13. Jahrhunderts.
Er wird urkundlich 1254 und 1263 genannt, wobei er 1263 als bereits verstorbener Magister in Paris bezeugt ist. Er gilt neben Robert Kilwardby, Lambert von Auxerre und Wilhelm von Auxerre als bedeutender Frühscholastiker des 13. Jahrhunderts. Er lehrte und kommentierte als Philosophielehrer an der Artistenfakultät der Sorbonne die Schriften des Aristoteles in der Zeit vor Thomas von Aquin und Siger von Brabant, der auch sein Schüler war.
Er war darüber hinaus in der Sprachforschung tätig, gehörte mit Petrus Hispanus und Heinrich von Gent zu den Bearbeitern der Syncategoremata, einer sprachlogischen Literaturgattung des 13. Jahrhunderts, und beeinflusste so die geschichtliche Entwicklung der mittelalterlichen Sprachphilosophie und Sprachlogik.

## Werke
Seine Werke sind u. a. in zwei Sammelhandschriften erhalten.
Einen Überblick gibt:
- Werke des Autors "Nicolas de Paris" (Suchbegriff). ALCUIN - Regensburger Infothek der Scholastik, abgerufen am 12. Dezember 2008.